# Willowbrook (Kalifornien)
Willowbrook ist ein census-designated place (CDP) im Los Angeles County im US-Bundesstaat Kalifornien. Das U.S. Census Bureau hat bei der Volkszählung 2020 eine Einwohnerzahl von 24.295 ermittelt. 
Willowbrook hat eine Fläche von 9,7 km².

## Lage
Der Ort befindet sich bei den geographischen Koordinaten 33,92° Nord, 118,25° West. Willowbrook liegt im Süden des Großraumes von Los Angeles. Er grenzt an Broadway-Manchester, Compton, Green Meadows, Harbor Gateway, Lynwood, Vermont Vista, Watts und an West Compton.
Willowbrook liegt in Marschland. Durch das Gebiet fließt der Compton Creek. Es ist geplant einen Park zum Wandern entlang des Gewässers bis 2021 zu errichten.

## Demographie
Laut der Volkszählung 2000 lebten seinerzeit 34.336 Personen in Willowbrook. 53 % der Einwohner gaben an Latinos zu sein, 44,3 % gaben an Afroamerikaner zu sein. 29 % der Bewohner von Willowbrook wurden außerhalb der USA geboren.
Das Median-Einkommen betrug $38.224 pro Jahr. 6,3 % hatten einen akademischen Abschluss, der zumindest ein vierjähriges Studium erforderte. 47,6 % wohnten in angemietetem Wohnraum, die übrigen in eigenem Eigentum.

## Geschichte
Willowbrook gehörte ursprünglich zur Rancho Tajauta, die 1843 Anastacio Abila übereignet wurde. In der Gegend wuchsen Weiden (englisch Willow). Vermutlich leitet sich der Name des Gebietes von diesen Bäumen ab. Die Bezeichnung Willowbrook wurde aber erst 1903 erstmals dokumentiert. Erste Grundstücke zur Erschließung wurden 1895 und 1896 ausgewiesen.
Die Grundstücke waren traditionell sehr tief, so dass viel Platz für Gärten hinter den Häusern war. Willowbrook behielt lange einen halb-ländlichen Charakter, bei denen Bewohner Obst und Gemüse in ihren Gärten zogen und sogar Hühner oder Schweine hielten. Dies änderte sich um 1980, als die Verstädterung das Gebiet an die umliegenden Gebiete anglich.
In den 1940ern und der Folge des II. Weltkrieges begannen sich zugewanderte Afroamerikaner in Willowbrook anzusiedeln. Ein Grund war, dass der leicht ländliche Charakter der Gegend sie an ihre alte Heimat in den Südstaaten erinnerte. Eine Besonderheit aus dieser Zeit sind etwa 250 von dem Star-Architekten Paul R. Williams entworfene Wohnhäuser für schwarze Weltkriegsveteranen im Carver Manor genannten Gebiet.
Durch den Watts-Aufruhr von 1965 mit 35 Toten und über 1.000 Verletzten wurde das Fehlen eines großen Krankenhauses in dem Gebiet von Compton und Watts deutlich. 1972 eröffnete das Martin Luther King Jr./Drew Medical Center in Willowbrook. Das Krankenhaus war von Paul R. Williams geplant worden. Wegen der Kämpfe zwischen den Gangs, v. a. der Bloods und Crips in dem Einzugsgebiet des Krankenhauses war es in den 1990ern in den USA führend in der Behandlung von Schusswunden, wegen der hohen Todesrate erwarb es den Spitznamen „Killer King“. Das Krankenhaus mit 233 Betten musste nach medizinischen Skandalen 2007 schließen und wurde 2015 durch das Martin Luther King Jr. Community Hospital in privater Trägerschaft ersetzt.

## Wirtschaft
Willowbrook ist Standort des Martin Luther King Jr. Community Hospital. Es ist ein 2015 eröffnetes Krankenhaus mit 131 Betten. Das Krankenhaus deckt die medizinische Versorgung der umliegenden Gebiete mit hoher Kriminalität, viel Alkoholismus, und einer Tendenz zu ungesunder Ernährung. Gleichzeitig besteht in den angrenzenden Gemeinden und Stadtteilen kein anderes Krankenhaus und ein chronisches Ärztedefizit. Es ist Kernstück eines medizinischen Dienstleistungszentrums. Das Hospital selbst kostete knapp $300 Millionen, das gesamte Dienstleistungszentrum einschließlich Transportmöglichkeiten wird $1 Milliarde kosten und Arbeit für 2.700 Personen bieten. Das Gesundheitszentrum löste das am gleichen Standort bestandene Martin Luther King Jr./Drew Medical Center ab, dass in der Folge medizinischer Skandale 2007 schließen musste.

## Bildung
Die Außenstelle der Los Angeles County Library war die erste Bibliothek der County Library. Die Bibliothek war im April 1913 in einem Privathaus gegründet worden. 1919 zog diese Bücherei in das Postamt, wo sie bis 1950 verblieb. 1960 bezog sie ihr eigenen Gebäude. Dieses Gebäude wurde 1965 bei den Unruhen in Watts durch Feuer zerstört. 1966 wurde das Gebäude wieder aufgebaut. 1987 zog die Außenstelle in ihr heutiges Gebäude.

## Verkehr
Entlang der westlichen Grenze von Willowbrook führt die Interstate 110 (Harbour Freeway), im Norden und teilweise durch Willowbrook führt die Interstate 105 entlang. Insbesondere der Bau der Interstate 105 führte in Willowbrook zur Bildung zahlreicher Sackgassen.

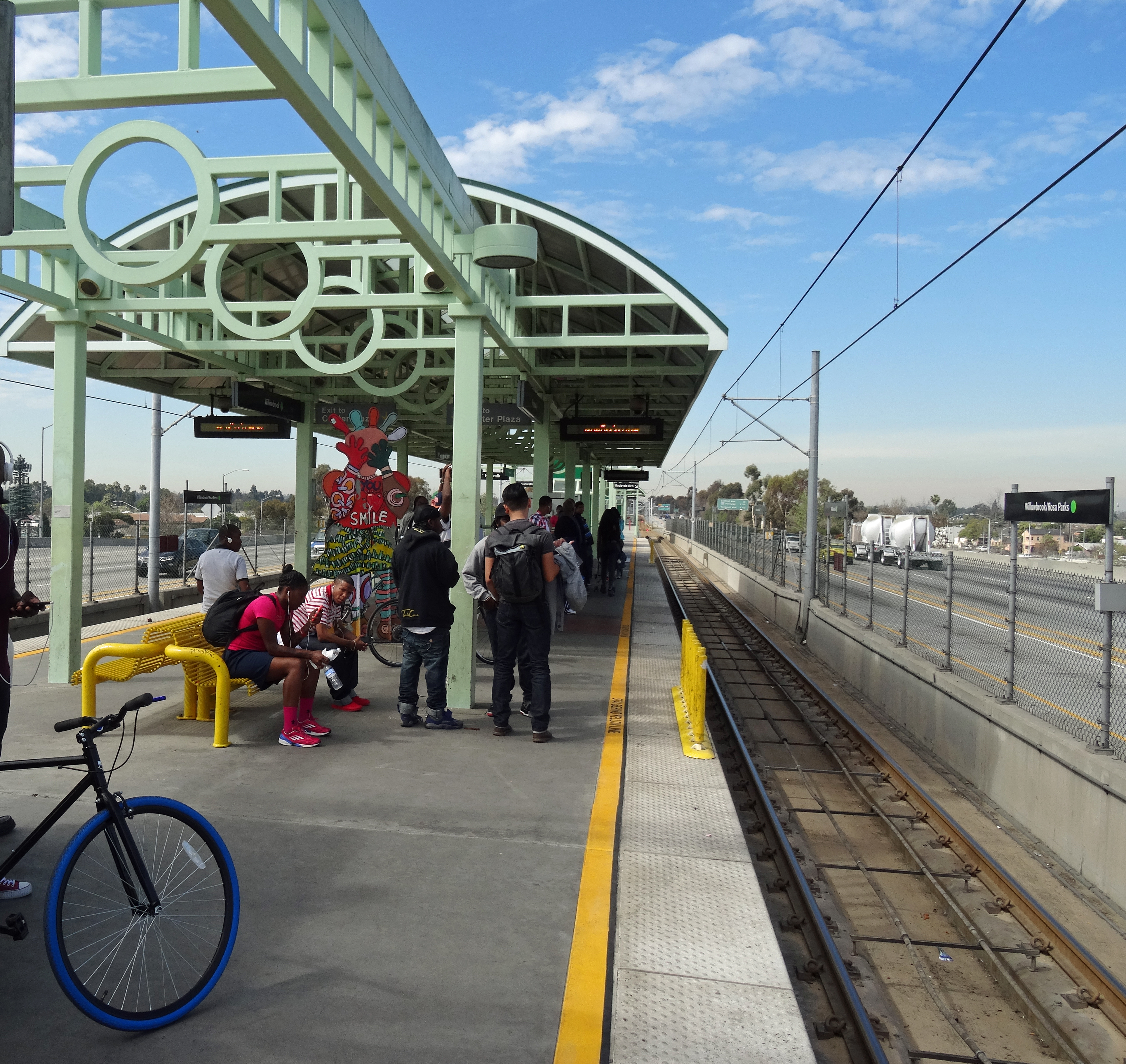
Plattform für die Green Line. Die Plattform für die Blue Line ist auf Erdlevel.

Seit 1990 besteht mit der Station Willowbrook/Rosa Parks eine Haltestelle der Metro-Linie Blue Line. Diese verbindet Downtown Los Angeles mit Long Beach. Seit 1995 wird diese Station auch durch die zum Los Angeles International Airport führende Green Line genutzte. Diese Haltestelle ist die Station mit dem viertgrößten Passagieraufkommen.